# Ataque contra inmigrantes venezolanos en Lima de 2024
El ataque contra inmigrantes venezolanos en el cercado de Lima tuvo lugar el 28 de septiembre de 2024 cuando dos desconocidos abrieron fuego contra un grupo de venezolanos, el suceso dejo dos muertos y cuatro heridos.

## Trasfondo
El ataque se dio en un clima de tensión social y política que vive el Perú, por un lado la crisis de seguridad nacional iniciada en 2021 en el gobierno de Pedro Castillo, por la presencia de bandas criminales que sobrepasan a las autoridades locales y amedrentan a la población civil y que según la Fiscalía de la Nación la misma presidencia de Castillo estaba inmersa con dicha incipiente ola delincuencial, al igual que la administración sucesora de Boluarte, y por otro los estragos de la crisis migratoria venezolana de 2018 durante el gobierno de Pedro Pablo Kuczynski que huían de la autocracia chavista de Nicolás Maduro bajo una política solidaria de puertas abiertas al éxodo venezolano, mientras que los gobiernos posteriores como el de Martín Vizcarra y en menor medida de Francisco Sagasti tuvieron una posición ambigua con respecto a los inmigrantes, permitiéndoles seguir ingresando y a la vez comenzando un proceso de criminalización tutelado desde el poder ejecutivo hacia los inmigrantes bajo el eufemismo de «delincuencia extranjera», o el usos político de sus detenciones
Entre la población inmigrante también llegaron organizaciones delincuenciales venezolanas como el Tren de Aragua que comenzó a operar en territorio peruano bajo franquicias lideradas por venezolanos o por nacionales peruanos, la respuesta local fue variada, en la población civil se desarrolló un sentimiento antivenezolano persistente, dando origen a discursos populistas y reaccionarios provenientes tanto del Gobierno peruano como de la élite política local y al uso de los inmigrantes como chivo expiatorio por los medios tradicionales:

En los últimos meses, la población venezolana se ha venido siendo usada como el chivo expiatorio de los problemas de la capital: delincuencia, inseguridad, fata de acceso a servicios etc. A pesar de la realidad de los hechos, los anuncios como el de la Brigada Especial por parte de la Policía Nacional del Perú siguen alimentando estos discursos [antivenezolanos]. A su vez las percepciones positivas sobre la población venezolana han disminuido.
Extracto de Columna de Cécile Blouin: Nada sorprendente, todo preocupante: miedos alrededor de la migración venezolana, PUCP, 27 de febrero de 2020.

Por otro lado, bandas criminales rivales peruanas hicieron eco del discurso antivenezolano y «declararon la guerra» y el inicio de «una limpieza» hacia las franquicias venezolanas y hacia la misma diáspora venezolana en el país, la autoproclamación de la «lucha contra los venezolanos» por las bandas peruanas fue bastante aceptado por una parte de la población civil.

## Desarrollo
El ataque se desarrolló en el jirón Acomayo cuando en una bodega un grupo de amigos y conocidos venezolanos libaban licor, cerca al emporio comercial de Las Malvinas a las 23:00 horas (hora peruana) dos sujetos en una motocicleta se acercaron al lugar de la reunión y abrieron fuego contra los presentes, dando como resultado una escena de caos y confusión, una vez finalizado su ataque los victimarios lanzaron hojas bond con la siguiente descripción:

Para los venezolanos que extorsionan en mi barrio, tienen tiempo de irse a otro lado, sino los asesinaremos a todos, culpable o inocente. Esto solo es una advertencia
 Atte: Tito.

Los atacantes no hurtaron ni se llevaron nada de valor del lugar del ataque.
La Policía Nacional del Perú (PNP) de la comisaría Conde de la Vega fue la primera en acceder al lugar del ataque para trasladar a los heridos hacia el Hospital Nacional Arzobispo Loayza, de los cuales uno llegó cadáver, mientras otro falleció en el acto en el lugar. Las ambulancias llegaron cuando las víctimas ya habían sido trasladadas por la PNP.

### Víctimas
La identidad del fallecido en el acto es de Kendry Roger Sánchez Montero de 39 años, la identidad del segundo fallecido se mantuvo en reserva.
Las otras víctimas que ingresaron al centro hospitalario fueron Carlos Negrón Montero de 42, Ángelo Gonzales Petito de 28, Betzaida Ramírez Paz de 30, Luna Hernández Dayli de Jesús de 36 y Elis Ángel Lemus de 41, casi todos ellos con disparos en el tórax y abdomen, todos los heridos y occisos eran de nacionalidad venezolana.

## Investigaciones
La PNP informó que en sus primeras teorías que el ataque se engloba dentro de un acto de sicariato y competencia entre bandas criminales tanto entre venezolanas y peruanas como intervenezolanas, aunque posteriormente Infobae informó que ninguno de los atacados tenían antecedentes penales, además de que el jirón Acomayo era una calle habitada por peruanos y venezolanos pero igual sufrían los embates de la delincuencia, según Expreso un vecino que se mantuvo en el anonimato dijo «es una guerra de chamos. Entre ellos se están matando». Algunos vecinos del barrio también notificaron que no existía ningún sujeto conocido como "Tito" en la zona.
El ataque fue celebrado por internautas en redes sociales  y apoyaron a "Tito" justificando su accionar «como una venganza contra extorsionadores».